# Хербетсвиль
Хербетсвиль (нем. Herbetswil) — коммуна в Швейцарии, в кантоне Золотурн.
Входит в состав округа Таль. Население составляет 568 человек по состоянию на 31 декабря 2007 года. Официальный код — 2424.